# Piero Aiello
Piero Aiello, all'anagrafe Pietro Aiello (Ardore, 30 giugno 1956), è un politico italiano.

## Biografia
Nato ad Ardore, ma residente a Catanzaro, esponente della Democrazia Cristiana, nel 1994 aderisce al Centro Cristiano Democratico (CCD) di Pier Ferdinando Casini, con cui alle elezioni regionali in Calabria del 1995 viene candidato tra le sue liste, nella mozione del deputato forzista ed ex sottosegretario alla salute Giuseppe Nisticò, venendo eletto nella circoscrizione di Catanzaro in consiglio regionale della Calabria.
Nel 1999 abbandona il CCD ed aderisce a Forza Italia, con cui viene ricandidato alle regionali calabresi del 2000 viene rieletto consigliere nelle sue liste, venendo poi riconfermato anche alle regionali del 2005. 
Alle regionali del 2010 viene eletto per la quarta volta consigliere nelle liste del Popolo della Libertà (PdL), venendo poi nominato Assessore regionale nella giunta guidata da Giuseppe Scopelliti.

### Elezione a senatore
Alle elezioni politiche del 2013 viene candidato al Senato della Repubblica, tra le liste del PdL nella circoscrizione Calabria in quarta posizione, venendo eletto senatore. Nella XVII legislatura della Repubblica è stato componente della 12ª Commissione Igiene e sanità e della Commissione parlamentare d'inchiesta sul fenomeno degli infortuni sul lavoro, di cui ha ricoperto l'incarico di vicepresidente.
Il 16 novembre 2013, con la sospensione delle attività del Popolo della Libertà, aderisce al Nuovo Centrodestra (NCD) guidato da Angelino Alfano.
Il 18 marzo 2017, con lo scioglimento di NCD e la fondazione del suo successore Alternativa Popolare (AP), Aiello vi aderisce. Ma il 29 dicembre dello stesso anno abbandona AP e aderisce a Forza Italia.
Alle elezioni politiche del 2018 viene ricandidato al Senato nel collegio uninominale Calabria - 03 (Catanzaro), sostenuto dalla coalizione di centro-destra in quota Forza Italia, ma viene sconfitto di stretta misura dalla candidata del Movimento 5 Stelle Gelsomina Vono, non venendo pertanto rieletto.

## Vicende giudiziarie
A luglio 2013 viene indagato per voto di scambio, con l'aggravante delle modalità mafiose, nell’ambito dell'inchiesta "Perseo" della Direzione distrettuale antimafia (Dda), la quale chiederà l'arresto di Aiello, ma venendo rigettato dal GIP. L'ipotesi dell'accusa è che Aiello, durante le elezioni regionali in Calabria del 2010, avrebbe ricevuto il sostegno della cosca 'ndranghetista Giampà di Lamezia Terme per ottenere l’elezione in consiglio regionale, promettendo denaro e alle loro ditte (o comunque a loro riconducibili) "l’aggiudicazione di appalti per forniture e servizi all’interno di strutture pubbliche".
Nel febbraio 2015 la Dda ha chiesto il rinvio a giudizio di Aiello.
In merito alla vicenda Aiello si è sempre difeso, affermando: "Ho affrontato, negli anni, numerosissime campagne elettorali senza mai promettere e/o accettare nulla e di questo possono esserne testimoni tutti".